# Beautiful Dreamer
Beautiful Dreamer est une chanson écrite par le compositeur américain Stephen Foster (1826-1864) publiée par Wm. A. Pond & Co. de New York en mars 1864, peu après la mort de l'auteur.

## Historique

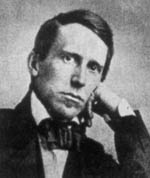
Portrait de Stephen Foster.

Sur la page de titre de la première édition de la partition, il est écrit que c'est « la dernière chanson jamais écrite par Stephen C. Foster, composée quelques jours avant sa mort ». Cependant, Carol Kimball, l'auteur de Song, met en évidence que le copyright de la première édition est datée de 1862, ce qui suggère, écrit-elle, que la chanson a été composée et préparée pour la publication deux ans avant de sa mort. Elle affirme qu'il y a eu au moins vingt chansons qui ont été décrites comme étant la dernière du compositeur. La division du temps de cette chanson est de 
.
La chanson raconte l'histoire d'un amoureux qui chante une sérénade à sa « belle rêveuse » qui n'a pas de soucis mais en fait qui pourrait être morte. Les œuvres de Foster mettent en scène de nombreuses jeunes femmes mortes, y compris sa sœur Charlotte et « Jeanie ».

## Enregistrements
La chanson a été enregistrée par Bing Crosby avec John Scott Trotter (en) et son orchestre (22 mars 1940) et a plus tard inclus une autre version dans un medley sur son album On the Sentimental Side (en) (1962).
D'autres versions ont été enregistrées par The Nutmegs (en), Steve Conway avec Jack Byfield & his Orchestra, Thomas Hampson (accompagné de Jay Ungar (mandoline), David Alpher (piano) et Molly Mason (guitare), John Leyton (avec des paroles révisées par Ken Lewis et John Carter), Jerry Lee Lewis, Slim Whitman et Roy Orbison sur son album In Dreams (en) (sortie aussi en single qui a atteint le top 10 australien en 1964). La chanson figure également sur l'album d'adieu posthume de Ray Price, Beauty Is... Ray Price, The Final Sessions (2014).
Le documentaire Beautiful Dreamer: Brian Wilson and the Story of Smile (en) porte le nom de la chanson et dans celui-ci, Wilson blague que les premières lettres des mots Beautiful Dreamer, Wake se comparent à ses propres initiales, Brian Douglas Wilson.
Le chanteur country Jim Reeves a enregistré une version en tournée en Afrique du Sud en 1962 en afrikaans sous le titre Bolandse Nooientjie. Comme Reeves ne parlait pas cette langue, le compositeur et parolier sud-africain Gilbert Gibson se tenait derrière celui-ci et lui murmurait les paroles de la chanson. Reeves chantait alors les mêmes mots dans le micro[réf. nécessaire].
Pistes inédites de On Air - Live at the BBC Volume 2
I'm Talking About You Happy Birthday Dear Saturday Club
Gerry Goffin et Jack Keller (en) ont écrit une version doo-wop pour Tony Orlando (en) en prenant des libertés considérables avec la version originelle. Orlando la sort en 1962 et, publiée l'année suivante en Angleterre, la chanson intègre aussitôt le répertoire de plusieurs groupes beat de la région de Liverpool. Les Beatles l’interprètent sur scène jusqu'à la fin de la tournée (en) accompagnant Helen Shapiro. Elle sera aussi enregistrée le 22 janvier 1963 au Playhouse Theatre à Londres pour l'émission radiophonique Saturday Club (en), diffusée le 26 sur la BBC. Cette prestation sera ultimement incluse sur leur album On Air - Live at the BBC Volume 2 publié en 2013. En 1962, lors d'un de leurs séjours à Hambourg, le groupe britannique enregistre Swanee River, une autre chanson de Foster, mais cette bande, destinée à Tony Sheridan, sera rapidement égarée.
Rory Storm and The Hurricanes l'ont également interprétée sur scène, chantée par Lu Walters, et une version est publiée en 1963 sur This Is Merseybeat Volume 1,. Elle a aussi été enregistrée par Billy J. Kramer & the Dakotas sur l’album Listen... publié en 1963. Une version des Searchers peut être entendue sur le disque allemand Star-Club History publié en 1978.
Le 3 janvier 1963, le chanteur américain Bobby Darin enregistre une version bluesy de la chanson avec de toutes nouvelles paroles, mais celle-ci reste inédite jusqu'en 1999 lorsqu'elle est incluse sur Bobby Darin: Unreleased Capitol Sides. Aucune attribution n'est donnée pour identifier l'auteur des nouvelles paroles mais la pochette indique « adaptée par Darrin ».

## Film
La chanson a été entendue sous diverses formes dans de nombreux films :
| - Duel in the Sun - The Night of the Grizzly - She Done Him Wrong (1933) - Gone with the Wind (1939) - Second Chorus (1940) - The Marx Brothers's Go West (1940) | - The Old Chisholm Trail (1942) - The Secret Life of Walter Mitty (1947) - Mighty Joe Young (1949) - Domino Kid (1957) - The Death Collector (en) (1976) - Goin' South (1978) - Batman (1989) | - How to Make an American Quilt (1995) - An American Tail - Drop Dead Gorgeous - Friends 'Til The End - Office Space - The Naked Spur |

Young Frankenstein (1974), la chanson est référencée, lorsque le macabre Igor joué par Marty Feldman, en entendant une plainte féminine aiguë et angoissée d'un donjon éloigné, sourit et (presque) chante «beautiful screamer...» (« belle crieuse »).
Dans Kansas Raiders (1950) la chanson est jouée sur une harmonica dans une scène autour d'un feu de camp.

## Télévision
La chanson a été entendue dans plusieurs épisodes et programmes de la télévision :
| - The Berenstain Bears and the Talent Show, The Berenstain Bears and the Female Fullback - Gunsmoke - Rawhide - Garfield and Friends - The Care Bears - Dr. Quinn, Medicine Woman - Saved by the Bell - All That - Kenan & Kel - Drake & Josh - SpongeBob SquarePants | - That's So Raven - Elmo's World (en) - Rugrats - Winnie l'ourson : Je t'aime toi ! - Pinky and the Brain - Johnny Bravo - The Cat in the Hat (en) - Peter Gunn - Little House on the Prairie - Les Petites Canailles - The Twilight Zone - Wind at My Back (en) | - Leonardo - Bonanza - Shining Time Station (en) - Lonesome Dove - Tiny Toon Adventures - The Simpsons - Baby Looney Tunes - Petticoat Junction (en) - Animaniacs - Histeria! (en) - Car 54, Where Are You? (en) - Devious Maids |

Dans la série de Gerry Anderson de 1970, UFO où Paul Foster chante dans un sauna à la fin de l'épisode Ordeal.
Dans l'épisode The Big Snooze de l'émission Looney Tunes, Bugs Bunny la chante à Elmer Fudd alors qu'il fait une sieste.
La série Touched by an Angel, dans un épisode justement intitulé Beautiful Dreamer (Saison 5, épisode 06), on entend la chanson chantée par un groupe d'hommes dans une taverne, conduite par John Wilkes Booth, la même nuit où il assassina Abraham Lincoln.
Elle a également été incluse dans Copper de la BBC et est incluse sur l'album de la bande son (en) de l'émission.
Dans un épisode de la série télévisée basée sur le film Fame qui a été créée en 1982, l'actrice et chanteuse Valerie Landsburg, membre régulier de la distribution, a chanté une chanson avec même titre mais avec des paroles et une mélodie différentes, mais qui faisait référence à l'originel. Plus tard, elle l'a reprise dans l'une des émissions télévisées The Kids From « Fame » (en).

## Littérature
La chanson est une pièce essentielle du roman The Trumpet of the Swan (en) de E.B. White de 1970. Louis le cygne, le trompettiste, apprend l'air au cours de son long voyage pour trouver sa voix via une trompette volée et une ardoise de craie. Dans la scène culminante, il sonne sa poésie sur sa trompette à l'aube, déclarant son amour dans le zoo de Philadelphie à la belle cygne Serena, l'objet de son amour non partagé. White inclut également la partition, appartenant au domaine public, dans le roman, peut-être pour encourager des gestes d'amour dramatiques similaires.